# Fusillade du Thurston High School
La fusillade du Thurston High School a eu lieu le 21 mai 1998. Kipland Kinkel, un étudiant renvoyé, a d'abord assassiné ses parents avant de s'engager dans une Tuerie en milieu scolaire à la Thurston High School de Springfield, dans l'Oregon. Cette fusillade a tué deux étudiants, Ben Walker et Mikael Nickolauson, et 25 autres personnes ont été blessés. Kipland Kinkel purge actuellement une peine de 111 années de prison sans possibilité de libération conditionnelle.

## Événements menant à la fusillade

### Expulsion scolaire
Le 20 mai 1998, Kipland est âgé de 15 ans et se fait exclure de la Thurston High School  de Springfield, pour avoir été possession d'une arme de poing chargée et volée. Le vol a été commis par un ami de Kinkel qui l'a vendu à Kipland pour un prix de 110 dollars. Il s'agissait d'un pistolet Beretta Modèle 90 .32-calibre, Kipland l'a ensuite placé dans son casier, dans un sac en papier. Quand la victime du vol, le père d'un ami du voleur, a découvert qu'il manquait son arme, il l'a signalé à la police et a fourni les noms et prénoms des élèves qu'il pensait être à l'origine du vol, Kipland ne faisant pas alors partie des suspects. L'école a néanmoins pris conscience de sa possible implication et l'a interrogé. Il aurait déclaré : « Ecoutez, je vais être franc avec vous, les gars; le pistolet est dans mon casier » (« Look, I'm gonna be square with you guys; the gun's in my locker. »). Kipland a été suspendu dans l'attente d'un conseil de discipline en vue de son renvoi, et lui et son ami ont été arrêtés. Puis Kinkel a été libéré de la garde à vue et reconduit chez lui par son père.

### Meurtre des parents
À la maison, l'après-midi, Kipland a été prévenu par son père qu'il serait envoyé à l'école militaire, s'il n'améliorait pas son comportement. Vers 15 heures, selon les aveux enregistrés de Kipland, son père était assis au comptoir de la cuisine en train de boire un café. Kinkel a alors récupéré un fusil semi-automatique de calibre .22 Ruger dans sa chambre et des munitions dans la chambre de ses parents. Il est ensuite allé à la cuisine et a tiré sur son père une fois à l'arrière de la tête, puis a traîné son corps dans la salle de bains et l'a recouvert d'un drap. Kinkel, en outre, déclaré que sa mère est arrivée à la maison dans les environ de 16 heures 30[réf. nécessaire] et qu'il l'a rencontrée dans le garage. Il lui a alors dit qu'il l'aimait, puis lui a tiré une balle deux fois dans l'arrière de la tête, trois fois au visage, et une fois dans le cœur. Il a ensuite traîné son corps sur le sol et recouvert d'un drap.
Tout au long de la matinée suivante, Kipland a passé plusieurs reprises via un enregistrement de Liebestod et d'un opéra de Richard Wagner nommé Tristan und Isolde.
Dans une note posée sur une table dans le salon, Kipland Kinkel  a décrit ses raisons pour le meurtre de ses parents ainsi : « Je viens d'avoir deux délits dans mon dossier. Mes parents ne peuvent pas l'apprendre ! Cela les détruirait. La honte serait trop pour eux. Ils ne pourraient pas vivre avec ça » (« I just got two felonies on my record. My parents can't take that! It would destroy them. The embarrassment would be too much for them. They couldn't live with themselves. »). Mais, il tente de décrire son état de santé mentale: « Ma tête ne fonctionne pas bien. Ces foutues voix dans ma tête... Je dois tuer des gens. Je ne sais pas pourquoi. ... Je n'ai pas d'autre choix.. » ( « My head just doesn't work right. God damn these VOICES inside my head. ... I have to kill people. I don't know why. ... I have no other choice. »).

## Fusillade
Le 21 mai, Kipland Kinkel se rend à son établissement scolaire avec la Ford Explorer de sa mère. Il portait un trench-coat pour masquer ses cinq armes : deux couteaux de chasse, son fusil, un pistolet 9x19mm Glock 19 , et un .22 calibre Ruger MK II. Il portait 1127 munitions.
Kinkel se gare sur la North 61st Street, à deux pâtés de maisons de l'école, puis court vers le campus, avant d'entrer dans le patio et de tirer deux coups de feu, l'un blessant mortellement Ben Walker et l'autre blessant Ryan Atteberry. Il est ensuite allé à la cafétéria et, en la traversant, il a tiré les 48 cartouches restantes de son fusil, blessant 25 étudiants et blessant mortellement Mikael Nickolauson, âgé de 17 ans. Kinkel a effectué un total de 50 tirs, dont 37  ont touché des étudiants et en ont tué deux.
Lorsque le fusil de Kinkel a manqué de munitions et qu'il a commencé à recharger, Jacob Ryker, blessé, s'est attaqué à lui aidé par plusieurs autres élèves. Kinkel a saisi son Glock et a tiré un coup de feu avant d'être désarmé, blessant à nouveau Jacob Ryker. Il a crié aux étudiants : « Tuez-moi ! ». Sept élèves parviennent à maîtriser Kinkel jusqu'à l'arrivée de la police et son arrestation,. En garde à vue, Kinkel sort un couteau attaché à la jambe et attaque un officier de police, le suppliant d'être tué par balle.
Mikael Nickolauson est décédé sur place et Ben Walker meurt après avoir été transporté à l'hôpital et gardé en vie jusqu'à l'arrivée de ses parents. Les autres élèves, y compris Jacob Ryker, ont également été pris en charge à l'hôpital avec diverses blessures. Ryker a eu un poumon perforé, mais s'est complêtement rétabli. Il a reçu la médaille d'Honneur des Boy Scouts of America pour son héroïsme, le jour de l'attaque.
À la suite de la fusillade, plus de 400 000 $ d'aide ont été versés sous la forme du Thurston Healing Fund. Une bourse a été créée pour les diplômés du Lycée Thurston en souvenir de la fusillade. En 2003, un mémorial permanent a été créé et consacré à l'école secondaire Thurston en mémoire de l'événement : le Thurston Memorial.

## Auteur de la fusillade
Kipland Philip "Kip" Kinkel est né le 30 août 1982 à Springfield dans l'Oregon. Il est le deuxième enfant de William Kinkel et de Faith Zuranski. Il a une sœur aînée, nommée Kristin. Ses parents étaient tous les deux enseignants, Faith enseignait l'espagnol à Springfield High School, et William à Thurston High School et Lane Community College.
Il y avait des antécédents de maladies mentales graves des deux côtés de la famille, mais les parents l'ont caché aux psychologues.
Selon tous les témoignages, les parents de Kinkel étaient aimants et bienveillants. Sa sœur était une élève douée. La famille Kinkel a passé une année sabbatique en Espagne lorsque Kipland avait six ans, où il a appris l'espagnol. Quand Kinkel est retourné dans l'Oregon, il a fréquenté l'école primaire dans la petite municipalité de Walterville, proche de Springfield. Ses professeurs le considéraient comme immature et dépourvu de développement physique et psychologique. Sur la recommandation de ses professeurs, les parents de Kipland lui ont fait redoubler la première année. Lors de son redoublement, il a été diagnostiqué dyslexique et il a été placé en éducation spéciale en début de deuxième année.
Kinkel a manifesté un intérêt pour les armes à feu et les explosifs à partir d'un âge précoce. Son père a d'abord tenté de le décourager, mais plus tard, il lui achète un calibre .22 et, à la fin, un Glock, arme de poing, à l'âge de 15 ans.
Ses camarades de classe décrivent Kinkel comme étrange et morbide. D'autres le décrivent comme psychotiques ou schizoïde, et comme quelqu'un qui apprécie la shock rock comme Marilyn Manson,,. Il parlait constamment de commettre des actes de violence, et racontait à ses amis qu'il voulait rejoindre l'Armée américaine après l'obtention du diplôme pour savoir ce que c'était que de tuer quelqu'un. Lorsqu'on l'interrogea sur un voyage en famille à Disneyland, il a indiqué qu'il voulait « donner un coup de poing sur le nez de Mickey Mouse » (to « punch Mickey Mouse in the nose »). Lors d'un exposé en classe, il a expliqué comment fabriquer une bombe.
Ses parents l'ont inscrit à un cours pour la gestion de la colère et pour le faire évaluer par des psychologues. Peu de temps avant d'être assassiné, son père a confié à un ami qu'il était terrifié, et à court d'options pour aider son fils.
Kinkel présentaient des signes de schizophrénie paranoïde, dont la pleine mesure n'est devenu évidente qu'après son procès. Le jeune homme a fait de grands efforts pour cacher les symptômes en raison d'une crainte d'être étiqueté comme anormaux ou handicapés mentaux. Son médecin a dit plus tard que Kipland avait dit entendre des voix dans sa tête à partir de l'âge de 12 ans, il a par la suite souffert d'hallucinations et de délires paranoïaques — incluant la croyance que le gouvernement lui avait implanté une puce dans le cerveau. Kinkel décrit trois voix : la Voix A qui lui a ordonné de commettre des actes violents, la Voix B, qui a répété des déclarations insultantes et dépressives au détriment de Kinkel, et la Voix C, qui a toujours fait écho à ce que A et B ont dit. Kipland affirmait qu'il se sentait puni par Dieu pour s'être soumis à ces voix, et  c'était la voix A qui était à l'origine des meurtres de son père, de sa mère, et de l'attaque de Thurston High School.

## Jugement et emprisonnement
À la station de police, Kipland se précipita en direction de l'officier Al Warthen avec son couteau, en criant : « Tirez-moi dessus, tuez-moi ! » mais l'agent a repoussés Kipland Kinkel avec un spray au poivre. Kinkel a dit plus tard qu'il a voulu tromper l'agent pour commettre suicide par police interposée, et qu'il avait voulu se suicider après avoir tué ses parents, mais ne pouvait pas se résoudre à le faire.
Lors de sa condamnation, la défense a présenté des experts pour montrer que l'agresseur était mentalement malade. Jeffrey Hicks, le seul psychologue qui avait traité Kipland Kinkel avant la fusillade, a déclaré qu'il était en bonne santé mentale. Il avait vu Kinkel pour les neuf séances et traité pour une dépression majeure. Les parents de l'enfant ont mis fin à la thérapie parce que Kinkel répondait bien au traitement et avait cessé de montrer des symptômes de dépression.
Le 24 septembre 1999, trois jours avant la décision du jury, Kipland Kinkel a plaidé coupable de meurtre et de tentative de meurtre, et a renoncé à la possibilité d'être acquitté en raison de la folie. En novembre 1999, Kinkel a été condamné à 111 ans de prison sans possibilité de libération conditionnelle. Lors de la détermination de la peine, Kinkel a présenté des excuses à la cour de justice pour le meurtre de ses parents et pour la fusillade.

### Appels
En juin 2007, Kinkel a demandé un nouveau procès, en disant que son précédent avocat avait pris l'affaire en cours de procès et utilisé la folie comme défense. Deux psychiatres ont témoigné que Kinkel présentaient des signes de schizophrénie paranoïde au moment de la fusillade. En août 2007, un juge du Comté de Marion lui a refusé un nouveau procès. Kinkel refait appel, faisant valoir, entre autres, qu'il avait eu l'assistance inefficace d'un avocat pendant le procès. Le 12 janvier 2011, la cour d'appel de l'Oregon a affirmé le refus de sa demande pour un nouveau procès. Kinkel a fait appel de sa condamnation dans les tribunaux fédéraux et étatiques. Pour l'appel devant la cour fédérale, il a déclaré que son plaidoyer sur sa culpabilité n'aurait pas dû être accepté sans une évaluation préalable de sa santé mentale.
Kinkel est incarcéré à la prison de Salem dans l'Oregon où il a obtenu son GED alors qu'il purgeait une partie de sa peine d'emprisonnement à vie à la prison pour adolescents de MacLaren à Woodburn. Le 11 juin 2007, Kipland Kinkel, approchant de ses 25 ans (âge maximum pour être considéré comme un mineur dans l'Oregon), a été transféré de la prison de Salem.